# گلوتارونیتریل
گلوتارونیتریل (به انگلیسی: Glutaronitrile) با فرمول شیمیایی C5H6N2 یک ترکیب شیمیایی با شناسه پاب‌کم 10476 است. که جرم مولی آن ۹۴٫۱۱۴۵۴ گرم بر مول می‌باشد. 